# Aias den Lille
 Ikke at forveksle med Aias.
Aias (kaldet Aias den Lille) var en græsk sagnfigur fra den trojanske krig, der var søn af den lokriske konge Oileus. Han beskrives som mindre af vækst end Aias den Store og var hurtig i kampen, hvori han deltog letbevæbnet, som spydkaster iklædt panser af linned. Om hans død fortælles i Odysseen, at han på grund af Athenes vrede under tilbagerejsen efter krigen led skibbrud ved de gyræiske klipper. Poseidon frelste ham fra døden i havet og slyngede ham i land på en klippe; men da han pralede af at have reddet sig mod gudernes vilje, sønderslog Poseidon bjerget med sin trefork, så Aias styrtede i havet og druknede. årsagen til Athenas vrede, der ikke fortælles hos Homer, var, at Aias under Trojas erobring havde slæbt Priamos' datter Kassandra bort og voldtaget hende, selvom hun havde søgt tilflugt ved Athenes billede.
Som heros dyrkedes Aias i Opus i Lokris, hvor der hvert år bragtes sonoffer for hans forbrydelse mod Athene; byens mønter bærer sædvanligvis hans billede. Også lokrerne i Syditalien ærede ham som deres stammeheros; i deres slagorden stod altid en plads åben, hvor man troede, at Aias usynlig tog del i kampen, og sagnet fortalte, at det var gået fjenderne dårligt, når de havde prøvet at trænge frem gennem den tomme plads i hærens rækker.